# Rt Kolka
Rt Kolka (livonsko Kūolka nanā, latvijsko Kolkasrags, staronemško Domesnes, rusko - Колка ali мыс Домеснес) je najsevernejša točka Livonske obale (zgodovinsko pokrajina Kurlandija, današnja Kurzeme), na stičišču Baltika in Riškega zaliva. Z otokom Saaremaa (Estonija) na severu zamejuje Irbejski preliv (Irbes šaurums), po katerem teče meja med Latvijo in Estonijo. Rahlo severovzhodno od rta je otok Ruhnu (Estonija).
Blizu rta je svetilnik in vas Kolka. Rt Kolka je priljubljena počitniška točka, v bližini so namreč slikovita stara livonska naselja Vaide, Saunags, Pitrags, Košrags in Sikrags. Leži znotraj narodnega parka Slītere in je znan tudi kot izvrsten kraj za opazovanje ptic.